# Các di chỉ Gusuku và di sản liên quan của Vương quốc Lưu Cầu
Các di chỉ Gusuku và di sản liên quan của Vương quốc Lưu Cầu (琉球王国のグスク及び関連遺産群 Ryūkyū ōkoku no gusuku oyobi kanren'isangun) là một Di sản thế giới của UNESCO bao gồm 9 di chỉ nằm tại tỉnh Okinawa, Nhật Bản. Di sản văn hóa bao gồm hai khu rừng thiêng hay utaki, lăng Tamaudun, một khu vườn, và năm gusuku (thành), hầu hết chúng là tàn tích. Các di chỉ được đề cử dựa trên tiêu chí là những đại diện lớn cho nền văn hóa của vương quốc Lưu Cầu (Ryūkyū), với sự pha trộn độc đáo các ảnh hưởng Nhật Bản và Trung Hoa đã làm cho nó trở thành điểm tụ hội văn hóa và kinh tế chủ yếu giữa một vài nước lân cận.

## Lịch sử
Gusuku bắt đầu được xây dựng trên khắp hòn đảo và giai đoạn cuối của thời tiền sử và báo trước thời kỳ Gusuku và sự nổi lên của các tù trưởng án tư (Aji) khi gần đến thế kỷ 12. Trong thời kỳ này, những người dân sống tại các khu vực thấp dọc bờ biển đã chuyển đến những vùng cao hơn và xây nên các ngôi làng nội địa. Các loại cây trồng như lúa gạo, lúa mì và kê đã được phát triển hơn nữa trong giai đoạn này. Các khu rừng thiêng gọi là utaki được tạo nên trong các ngôi làng này để hình thành các khu thiêng liêng để cầu nguyện các linh hồn bảo vệ đồng ruộng. Thương mại quốc tế cũng xuất hiện khi quần đảo Ryukyu bắt đầu hình thành nên một văn hóa chung. Sự tồn tại của gốm sứ Sueki và Trung Hoa khi khai quật ở khu vực quần đảo được coi là bằng chứng mạnh mẽ cho nền văn hóa phát triển của nó. Bước vào thế kỷ 13, xuất hiện các án tư (Aji hay Anji) là những người nắm giữ quyền lực trong làng. Công việc của án tư chủ yếu là giám sát về thuế và tiến hành nghi lễ tôn giáo. Giao thương phát triển hơn và cho phép các án tư gia tăng chiếm hữu các cảng hàng hóa tại Urasoe, Yomitan, Nakagusuku, Katsuren, Sashiki và Nakijin.
Ba vương quốc Tam Sơn được hình thành khi các án tư đấu tranh để bảo vệ lãnh địa của họ. Lưu Cầu được chia thành 3 vương quốc, Bắc Sơn (Hokuzan) ở phía bắc và trung tâm là Nakijin Gusuku, Trung Sơn (Chuzan) nằm ở trung nam và có trung tâm là Urasoe Gusuku, và Nam Sơn (Nanzan) ở cực nam lấy trung tâm là Shimajiri Ozato. Triều đại Anh Tổ (Eiso) nắm quyền ở vương quốc Trung Sơn đã suy yếu dưới thời vị vua thứ 4 từ Tamagusuku và thứ 5 là Seii. Năm 1350, Satto đã lên ngôi vua Trung Sơn và trị vì trong 56 năm. Một truyền thuyết truyền bá vào thời điểm đó nói rằng tại Urasoe có một nông dân nghèo tên là Okumaufuya. Một ngày anh đi xuống một con đường về nhà, anh dừng lại bên các con suối Mori-no-kawa để rửa tay, và anh đã nhìn thấy một người con gái xinh đẹp đang tắm suối. Okuma lập tức giấu y phục của cô và tiếp cận, và người con gái hiện ra là một tiên nữ. Người con gái tìm y phục của cô song Okuma đã không nói gì về việc anh đã giấu chúng, người con gái trong tuyệt vọng đã được hộ tống về nhà anh. Một vài năm trôi qua và người phụ nữ cùng Okuma đã có con, một gái và mộ trai chúng tên là Janamoi. Một ngày, người chị ru cậu em trai ngủ bằng bài ca về chiếc ao choàng thiên đàng của mẹ chúng ở bên ngoài. Mẹ chúng nghe thấy và lấy lại chiếc áo rồi rời khỏi gia đình. Câu chuyện đưa ra giải thuyết rằng Janamoi lớn lên đã trở thành Vua Satto.
Một thay đổi đáng kể về địa vị trong thời kỳ này đã diễn ra năm 1609 khi phiên Satsuma của Nhật Bản xâm lược Lưu Cầu. Vào lúc đó, Satsuma đã nắm quyền kiểm soát quần đảo Ryukyu và đặt quần đảo Amami ở phía bắc dưới quyền cai quản trực tiếp của Satsuma. Trước thời gian này, vương quốc Lưu Cầu do nhà Sho trị vì.

## Bảo tồn
Di chỉ Gusuku cùng các di sản liên quan của vương quốc Lưu Cầu đại diện cho hơn 500 năm của lịch sử quần đảo Ryukyu. UNESCO công nhận đây là một di sản thế giới vào ngày 30 tháng 11 năm 2000 cùng với 60 di sản khác. Nó đã đạt 3 trong 10 tiêu chí

## Danh sách di chỉ
| Tên | Loại                | Vị trí                               | Hình ảnh |
| --- | ------------------- | ------------------------------------ | -------- |
| Tamaudun (玉陵 (Ngọc Lăng) Tamaudun)                                                                                               | Lăng                | Naha, Okinawa                        |          |
| Sonohyan-utaki Ishimon (園比屋武御嶽石門 (Viên Bỉ Ốc Vũ ngự nhạc Thạch môn) Sonohyan-utaki Ishimon, tiếng Okinawa: Sunuhwan-utaki) | Thạch môn của utaki | Naha, Okinawa                        |          |
| Di chỉ Thành Nakijin (今帰仁城跡 (Kim Quy Nhân-thành tích) Nakijin-jō ato, tiếng Okinawa: Nachizin Gusiku)                         | Gusuku (ngự thành)  | Nakijin, Kunigami, Okinawa           |          |
| Di chỉ Thành Zakimi (座喜味城跡 (Tọa Hỉ Vị-thành tích) Zakimi-jō ato, tiếng Okinawa: Zachimi Gusiku)                               | Gusuku              | Yomitan, Nakagami, Okinawa           |          |
| Di chỉ Thành Katsuren (勝連城跡 (Thắng Liên-thành tích) Katsuren-jō ato)                                                           | Gusuku              | Uruma-shi, Nakagami-gun, Okinawa-ken |          |
| Di chỉ Thành Nakagusuku (中城城跡 (Trung Thành-thành tích) Nakagusuku-jō ato, tiếng Okinawa: Nakagusiku Gusiku)                    | Gusuku              | Nakagusuku, Nakagami, Okinawa        |          |
| Di chỉ Thành Shuri (首里城跡 (Thủ Lí-thành tích) Shuri-jō ato, tiếng Okinawa: Sui Gusiku)                                          | Gusuku              | Naha, Okinawa                        |          |
| Shikinaen (識名園 (Thức Danh viên) Shikinaen)                                                                                      | Vườn                | Naha, Okinawa                        |          |
| Seifa-utaki (斎場御嶽 (Trai Tràng ngự nhạc) Seifa-utaki, tiếng Okinawa: Sheehwa-utaki)                                             | Utaki               | Nanjō, Okinawa                       |          |